# Andy Cappelle
Andy Cappelle é um ciclista profissional belga. Nasceu em Ostende (Província de Flandres Ocidental), a 30 de abril de 1979.
Estreiou como profissional 2001 e tem competido por várias equipas. O de maior renome, o QuickStep em 2011. Passou seus dois últimos anos no Accent Jobs-Wanty e no final de 2013 anunciou a sua retirada.

## Palmarés
2007
- Sparkassen Giro Bochum
- 1 etapa do Regio-Tour

2010
- 1 etapa do Rhône-Alpes Isère Tour
- Polynormande

## Equipas
- Saint-Quentin-Oktos (2001)
- Marlux (2002-2003)
- Chocolade Jacques (2004)
- Landbouwkrediet (2006-2008)
- Palmans-Cras (2009)
- Veranda's Willems (2010)
- QuickStep[1] (2011)
- Accent Jobs (2012-2013)
  - Accent Jobs-Willems Veranda's (2012)
  - Accent Jobs-Wanty (2013)